# Jewish Voice for Peace
Die Jewish Voice for Peace (JVP) (deutsch: Jüdische Stimme für Frieden, hebräisch: קול יהודי לשלום, Kol Yehudi la-Shalom) ist eine US-amerikanische Aktivistenorganisation, die sich mit dem israelisch-palästinensischen Konflikt befasst und sich als jüdisch, linksgerichtet und antizionistisch versteht.
In ihrem Leitbild beschreibt sie sich als „eine vielfältige und demokratische Gemeinschaft von Aktivisten, die von der jüdischen Tradition inspiriert ist, sich gemeinsam für Frieden, soziale Gerechtigkeit und Menschenrechte einzusetzen, um die Bestrebungen von Israelis und Palästinensern nach Sicherheit und Selbstbestimmung zu unterstützen“ und sagt, sie „sucht ein Ende der israelischen Besetzung des Westjordanlandes, des Gazastreifens und Ostjerusalems“.
Im Jahr 2011 gab die Jewish Voice for Peace an, 600 beitragszahlende Mitglieder zu haben, im Jahr 2015 waren es laut Eigenangabe 9.000 und Anfang Februar 2024 mehr als 23.000.